# مات إل. جونز
ماثيو جونز (بالإنجليزية: Matt Jones)‏ مواليد 1 نوفمبر 1981 في ساكرامنتو، كاليفورنيا، هو ممثل أمريكي وكوميدي، وممثل صوت. أشتهر لتأديته شخصية بادجر في مسلسل Breaking Bad الذي عرض على قناة AMC، وكذلك شخصية غونتر في مسلسل الرسوم المتحركة كيك وتاوسكى.

## روابط خارجية
- مات إل. جونز على موقع IMDb (الإنجليزية)
- مات إل. جونز على موقع ألو سيني (الفرنسية)
- مات إل. جونز على موقع ميوزك برينز (الإنجليزية)
- مات إل. جونز على موقع أول موفي (الإنجليزية)
- مات إل. جونز على موقع قاعدة بيانات الفيلم (الإنجليزية)
- مات إل. جونز على موقع كينوبويسك (الروسية)